# Cerastes vipera
Cerastes vipera là một loài rắn trong họ Rắn lục. Loài này được Linnaeus mô tả khoa học đầu tiên năm 1758.

## Hình ảnh

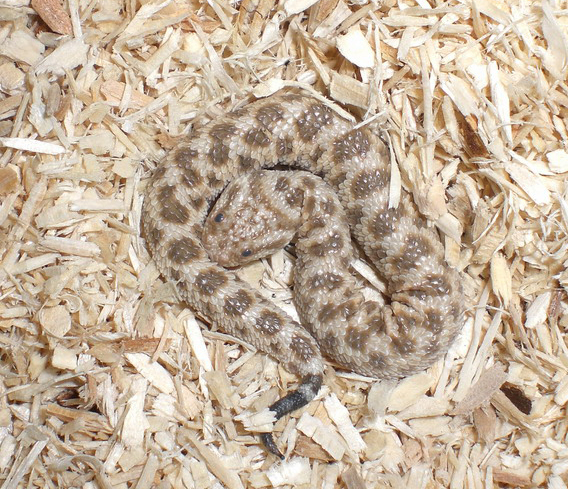
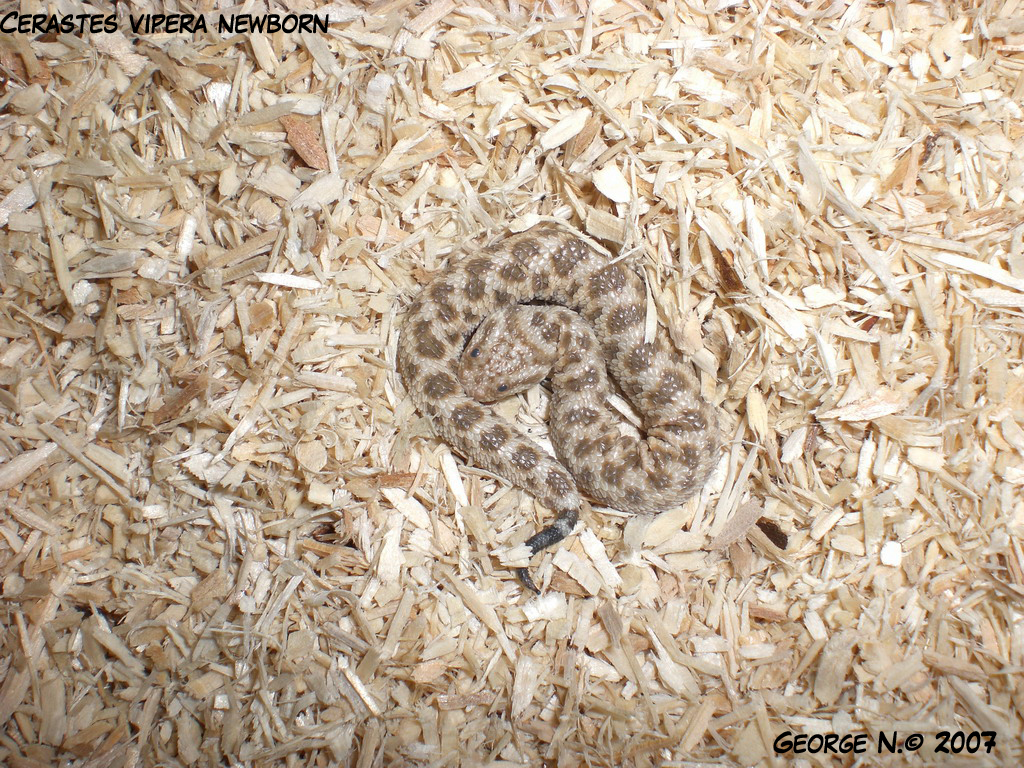
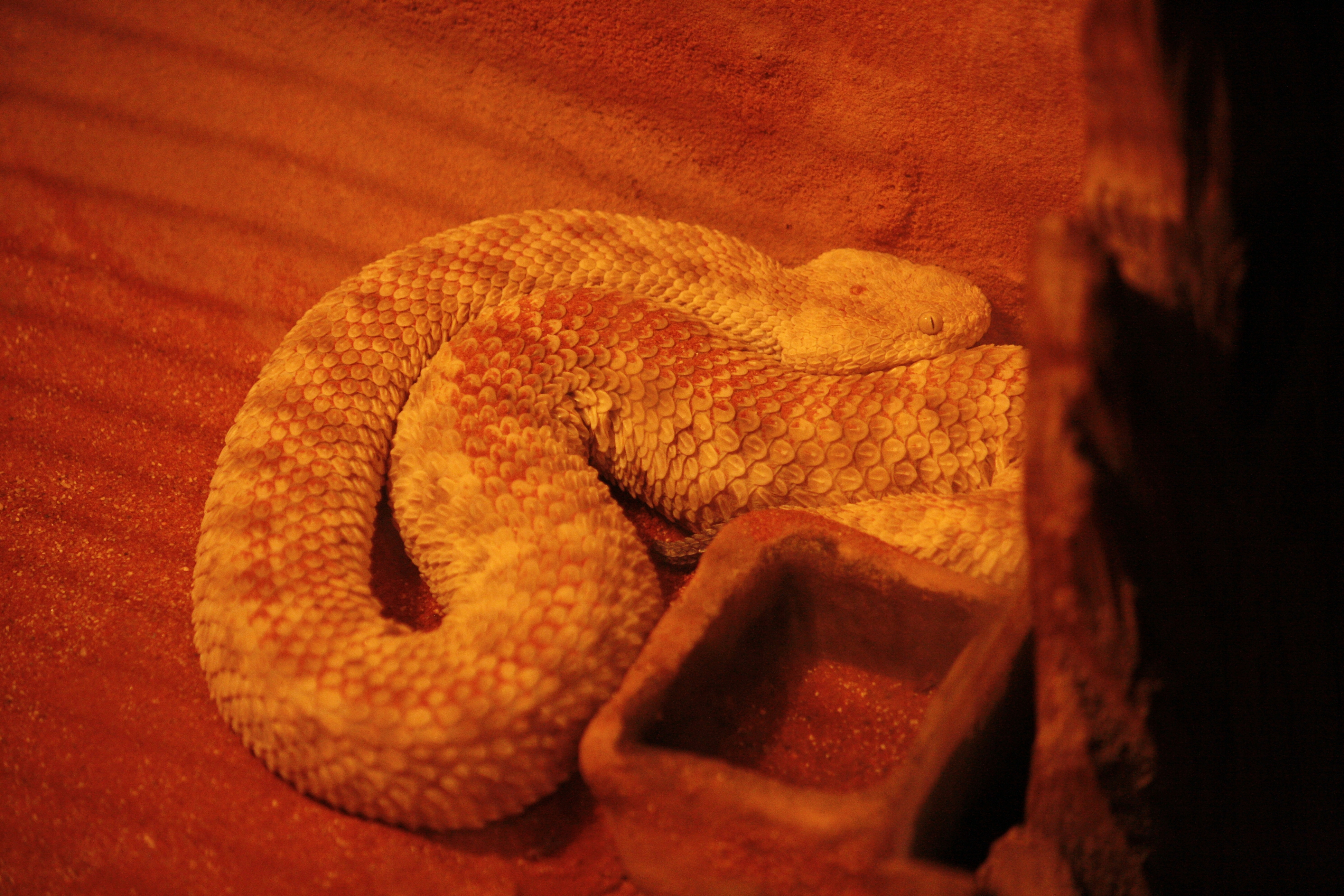